# Румянцев, Борис Павлович
Борис Павлович Румянцев — советский хозяйственный и политический деятель.

## Биография
Родился в 1928 году на руднике имени Карла Либкнехта. Член КПСС.
Окончил Краматорский машиностроительный техникум, Харьковский механико-машиностроительный институт, аспирантуру ХПИ.
В 1948 гг. — помощник мастера сборочного цеха Старокраматорского завода им. Орджоникидзе.
В 1955—1958 гг. — ассистент, старший преподаватель, заместитель декана заочного отделения ХПИ им. В. И. Ленина.
В 1958—1960 гг. — старший преподаватель Коммунарского горно-металлургического института
В 1960—1974 гг. — ректор Луганского вечернего / Луганского / Ворошиловградского машиностроительного института.
В 1974—2007 гг. — доцент, профессор Ворошиловградского машиностроительного / Восточноукраинского национального университета.
Делегат XXIII и XXIV съездов КПСС.
Заслуженный работник народного образования Украины (1996), заслуженный профессор Восточноукраинского университета (1997), академик и вице-президент Подъемно-транспортной академии наук Украины, руководитель её Луганского отделения (1998), Почетный гражданин Луганска (1998).
Умер в 2007 году в Луганске.

## Награды
- Орден Трудового Красного Знамени
- Орден Знак Почёта